# 趙薇 (台灣主播)
趙薇（1964年8月23日—），為台灣前新聞主播，銘傳女子商業專科學校大眾傳播科（現銘傳大學大眾傳播學系）畢業。在校主修電視，畢業後曾任中國電視公司新聞雜誌節目《60分鐘》採訪撰稿，而後擔任《中視夜線新聞》主播，曾以在職身分前往美國聖地牙哥市進修並在當地電視台見習。在台灣電視媒體開放之後，轉戰TVBS，和當時主播王浩搭檔擔任TVBS頻道晚間新聞節目《無線晚報》首任主播。後又曾轉任力霸友聯全線、超級電視台新聞主播，期間並兼任台北之音《台北塞車族》主持人達三年。2000年12月，與當時《時報周刊》社長張國立結婚。婚後轉任電視節目主持人，製作年代電視節目《台灣人在大陸》，足跡踏遍中國大陸共26個省市地方。現為旅遊飲食作家。

## 學歷
- 銘傳商專大眾傳播科（現銘傳大學大眾傳播學系）

## 經歷
- 中視主播。
- 力霸友聯U2綜合台《U2新聞》主播。
- TVBS頻道《無線晚報》主播。
- 2001年：年代電視台《台灣人在大陸》主持人。

## 著作
| 書名                       | 作者            | 出版社   | 出版日期           | ISBN            |
| 《張國立＋趙薇的北京飯團》 | 張國立、趙薇 著 | 時周文化 | 2008年7月31日初版  | ISBN 9867586698 |
| 《張國立＋趙薇的香港飯團》 | 張國立、趙薇 著 | 時周文化 | 2004年7月31日初版  | ISBN 9867586093 |
| 《張國立＋趙薇的上海飯團》 | 張國立、趙薇 著 | 時周文化 | 2005年4月8日初版   | ISBN 9867586212 |
| 《張國立＋趙薇的法國飯團》 | 張國立、趙薇 著 | 時周文化 | 2006年5月15日初版  | ISBN 9867586344 |
| 《波蘭，啥米碗糕？》       | 張國立、趙薇 著 | 時周文化 | 2005年11月10日初版 | ISBN 9867586298 |
| 《兩個人的日本》           | 張國立、趙薇 著 | 皇冠文化 | 2003年11月7日初版  | ISBN 9573319942 |
| 《兩個人的義大利》         | 張國立、趙薇 著 | 皇冠文化 | 2002年5月27日初版  | ISBN 9573318709 |